# Alonso de la Cueva-Benavides y Mendoza-Carrillo
Pour les articles homonymes, voir Cueva, Benavides, Mendoza et Carrillo.
Alonso de la Cueva-Benavides y Mendoza-Carrillo (né en 1572 à Bedmar en Espagne et mort le 10 août 1655 à Malaga), est un cardinal espagnol de l'Église catholique de la XVIIe siècle, nommé par le pape Grégoire XV. Le cardinal Bartolomé de la Cueva y Toledo (1544) est un parent.

## Biographie
Alonso de la Cueva-Benavides y Mendoza-Carrillo est ambassadeur de l'Espagne à la République de Venise de 1606 à 1614. Le roi Philippe III d'Espagne lui donne l'habit de l'ordre d'Alcántara en 1610 et le nomme premier marquis de Bedmar. Il conspira contre cette république avec le gouverneur de Milan et le vice-roi de Naples, et forma le projet de livrer la ville à l'Espagne. La conspiration ayant été découverte, il s'éloigna précipitamment.
L'histoire de la conspiration de Venise a été écrite par Saint-Réal. Le fait de la conspiration, longtemps contesté, a été mis hors de doute par les documents publiés par Leopold von Ranke à Berlin en 1831.
Le roi charge de la Cueva en 1618 de la dévolution des territoires conquis par les armées espagnoles au Piémont au duc de Savoie. Il devient ambassadeur extraordinaire et conseiller de l'Infanta-gobernadora Isabelle-Claire-Eugénie d'Autriche et du Junte de guerre en Flandre et protonotaire apostolique.
Le pape Grégoire XV le crée cardinal lors du consistoire du 5 septembre 1622. Le cardinal de la Cueva est camerlingue du Sacré Collège en 1636. Il est élu évêque de Malaga en 1648, mais ne prend possession de son diocèse qu'en 1651.
De la Cueva ne participe pas au conclave de 1623, lors duquel Urbain VIII est élu pape, ni au conclave de 1644 (élection d'Innocent X) ou à celui de 1655.

### Dans la fiction
- Thomas Otway, "Venise sauvée", 1682.
- Antoine de La Fosse, "Manlius Capitolinus", 1698.